# Ça ne sortira pas d'ici !
 (mai 2021).
Si vous disposez d'ouvrages ou d'articles de référence ou si vous connaissez des sites web de qualité traitant du thème abordé ici, merci de compléter l'article en donnant les références utiles à sa vérifiabilité et en les liant à la section « Notes et références ».
Ça ne sortira pas d'ici ! est une émission française de talk-show diffusée sur France 2 certains mercredis soirs depuis 31 octobre 2018, en deuxième partie de soirée, présentée par Michel Cymes et, dans un premier temps, Nicole Ferroni, puis remplacée par Jennie-Anne Walker.

## Concept
L'émission invite trois personnes pour une interview sous la forme d'une consultation médicale avec Michel Cymes. Avant de rentrer sur le plateau, l'invité patiente en salle d'attente, où se situe une assistante incarnée par Jennie-Anne Walker. Cette dernière intervient régulièrement pendant l'interview, notamment par le biais d'un interphone.

## Rubriques
Parmi les séquences attendues : « interviews à cœur ouvert, tests physiques et psychologiques, exercices pratiques et même conseils d'experts aux drôles de spécialités », autant d'occasions pour tenter d'obtenir des confidences inattendues de la part des personnalités reçues.

## Émissions
- 31 octobre 2018 : Laurent Ruquier, Gérard Jugnot, Claudia Tagbo[2]
- 10 avril 2019 : André Dussollier, Shy'm, Alex Vizorek[3]
- 1er mai 2019 : Michèle Bernier, Kev Adams, Thierry Lhermitte[4]
- 11 décembre 2019 : Michel Drucker, Brigitte (groupe), Samuel Le Bihan
- 4 mars 2020 : Alex Ramirès, Audrey Fleurot, Thierry Beccaro

## Audiences
Depuis son lancement le 31 octobre 2018 sur France 2, Ca ne sortira pas d'ici! a réussi à réunir un public fidèle le mercredi soir, avec une moyenne en audience veille de 1,15 million de fidèles soit 11,0 % de part de marché selon Médiamétrie.
La deuxième saison, arrêté le 11 mars 2020 en raison du confinement,, est suivie en moyenne par 1,05 million de téléspectateurs, soit 10,7 % du public selon Médiamétrie. Le rendez-vous a enregistré son plus haut niveau en part d'audience depuis son lancement, à 14,2 % le 4 décembre 2019.